# Luiz Hermano
Luiz Hermano Façanha Farias (Cascavel (Ceará), 1954), mais conhecido como Luiz Hermano, é um escultor,  gravador, desenhista e pintor brasileiro.

## Biografia
Filho do agricultor Francisco Campoamor Farias e Silva e de Maria Eugênia Façanha Farias, cresceu à sombra das mangueiras e dos cajueiros e desde pequeno mostrou interesse pelas artes. Aos 16 anos, Luiz Herma mudou-se para Fortaleza onde cursou Edificações na Escola Técnica Federal do Ceará, e filosofia na Universidade Estadual do Ceará. Estudou de maneira autodidata gravura em metal e desenho na década de 1970. De Fortaleza seguiu para Brasília, morou no Rio de Janeiro e foi para São Paulo, onde fixou residencia. O artista conquistou espaço e nunca mais parou de viajar pelo mundo, tendo recebido no ano de 1984 o Prêmio Chandon de Arte e Vinho, com o qual viajou para Paris, e fez exposição individual na Galeria Debret.. Participou de duas bienais internacionais de São Paulo, em 1987 e 1991. Expôs no Museu de Arte de São Paulo – MASP – a convite de Pietro M. Bardi. Em 2011 Luiz Hermano foi agraciado com o Troféu Sereia de Ouro do Grupo Edson Queiroz, por seu destaque nas artes.